# 南盖勒森
南盖勒森（德語：Südergellersen）是德国下萨克森州的一个市镇，与西盖勒森和基希盖勒森相邻。总面积18.47平方公里，总人口1644人，其中男性814人，女性830人（2011年12月31日），人口密度89人/平方公里。